# سن-ژوواکیم، کبک
سَن-ژوواکیم (به فرانسوی: Saint-Joachim) قصبه‌ای در منطقه شهری لا کوت-دو-بوپره ناحیه کاپیتل-ناسیونال در استان کبک کانادا است. در سرشماری سال ۲۰۱۱ این قصبه ۱٬۴۷۲ نفر جمعیت داشته‌است و مساحت آن ۴۰٫۶۸ کیلومتر مربع است.

## نگارخانه

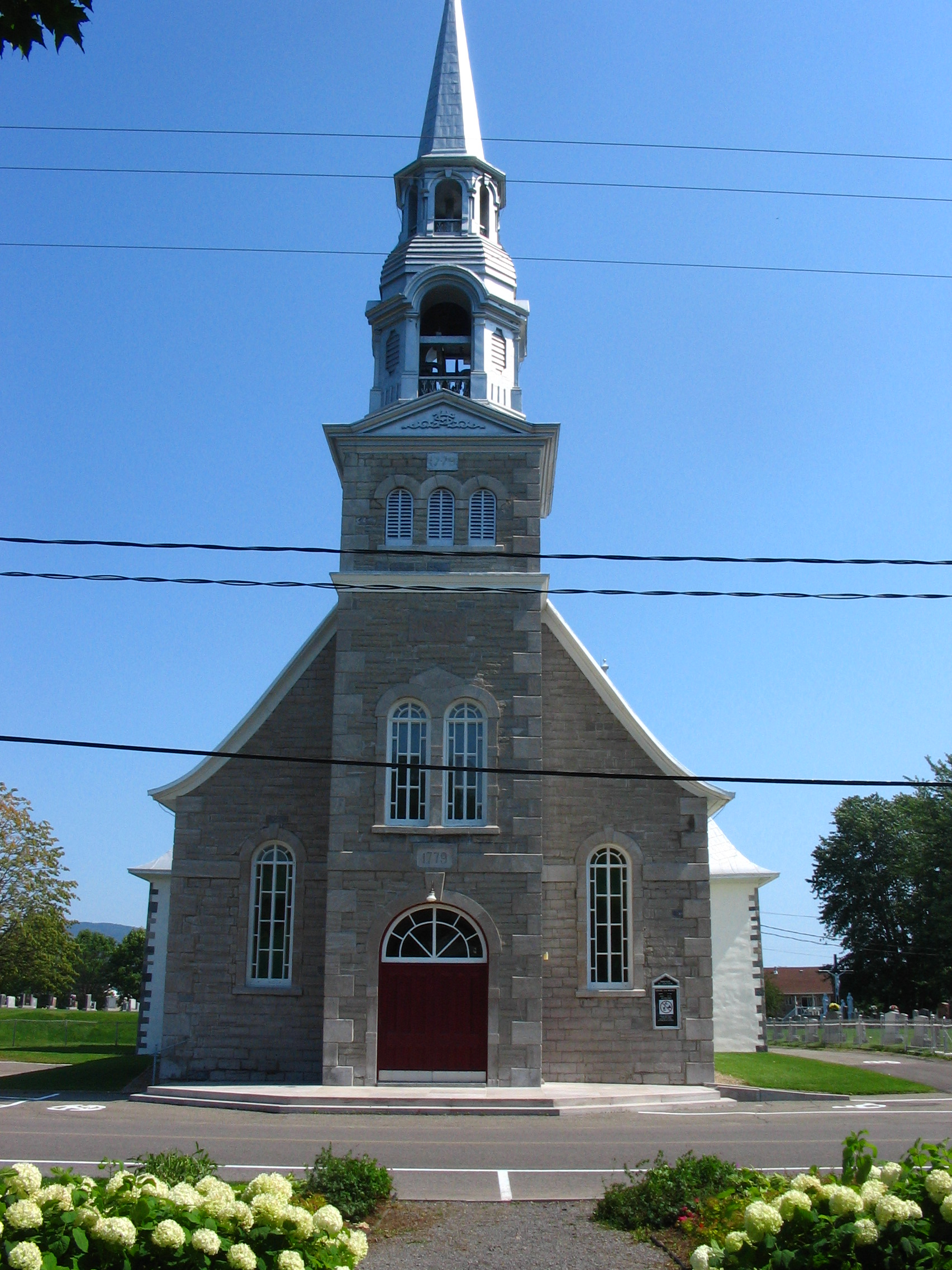
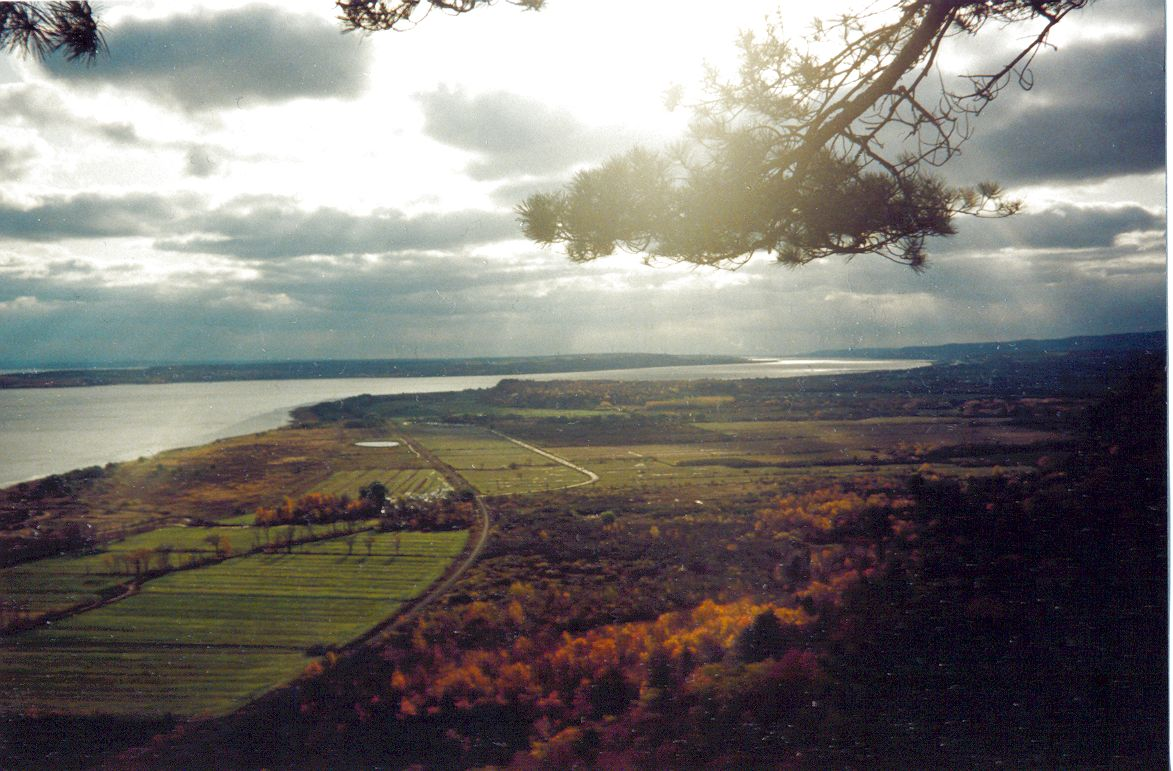
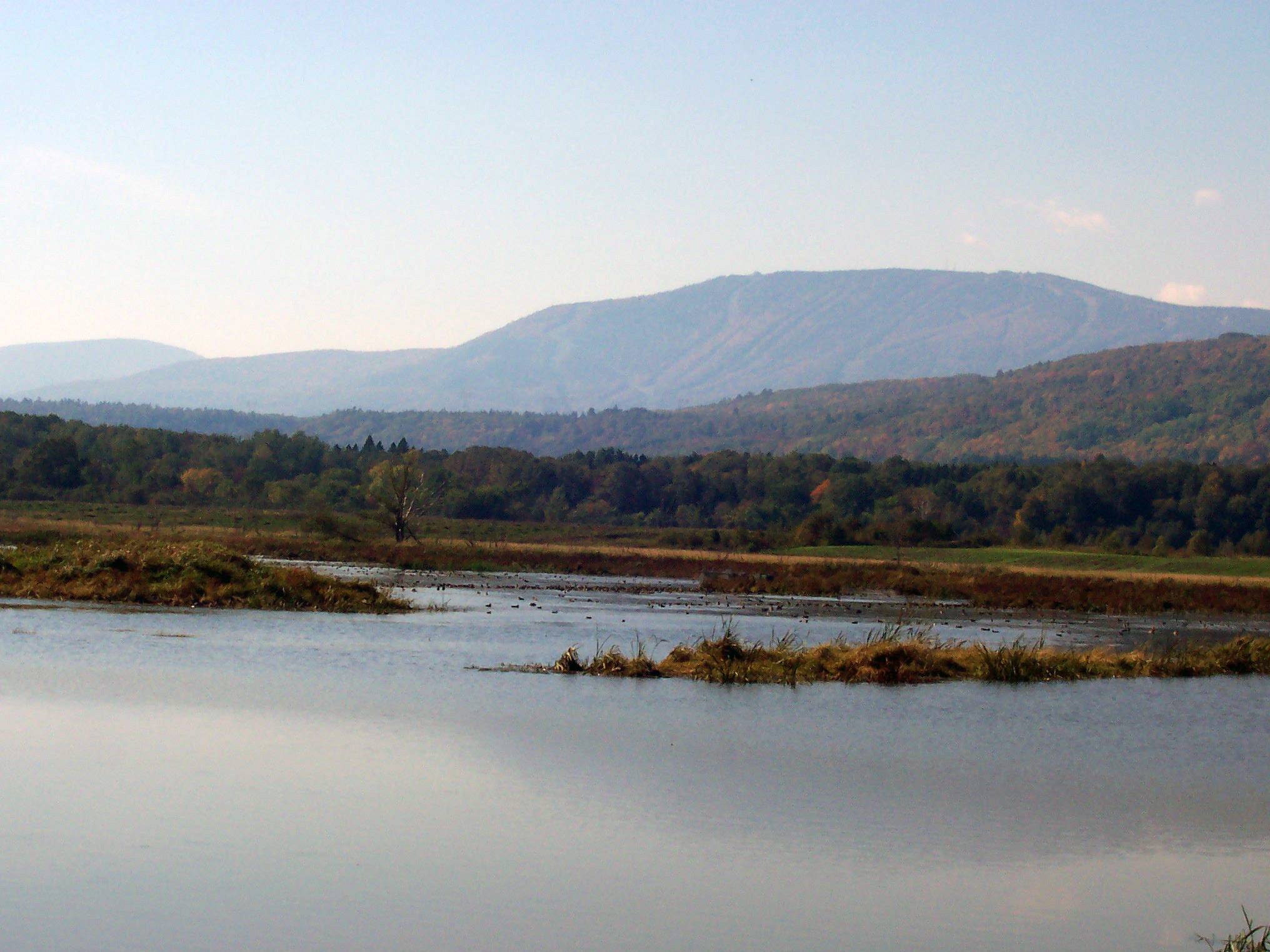